# استوديوهات كيستون
استوديوهات كيستون (بالإنجليزية: Keystone Studios)‏ من أوائل استوديوهات الأفلام تأسست في ادنديل، كاليفورنيا (التي أصبحت الآن جزء من إيكو بارك) في 4 يوليو 1912 بأسم استوديو كيستون للأفلام بواسطة ماك سينيت (1880-1960) بدعم من الممثل-الكاتب آدم كيسيل (1866-1946) و تشارلز بومان (1874-1931), أصحاب شركة  نيويورك السينمائية (التي تأسست عام 1909). تصور الشركة منذ عدة سنوات حول جلينديل وبحيرة سيلفر، لوس أنجلوس، كاليفورنيا  ويتم توزيع أفلامها من قبل مؤسسة موتوال للأفلام بين عامي 1912 و 1915.

## معرض صور

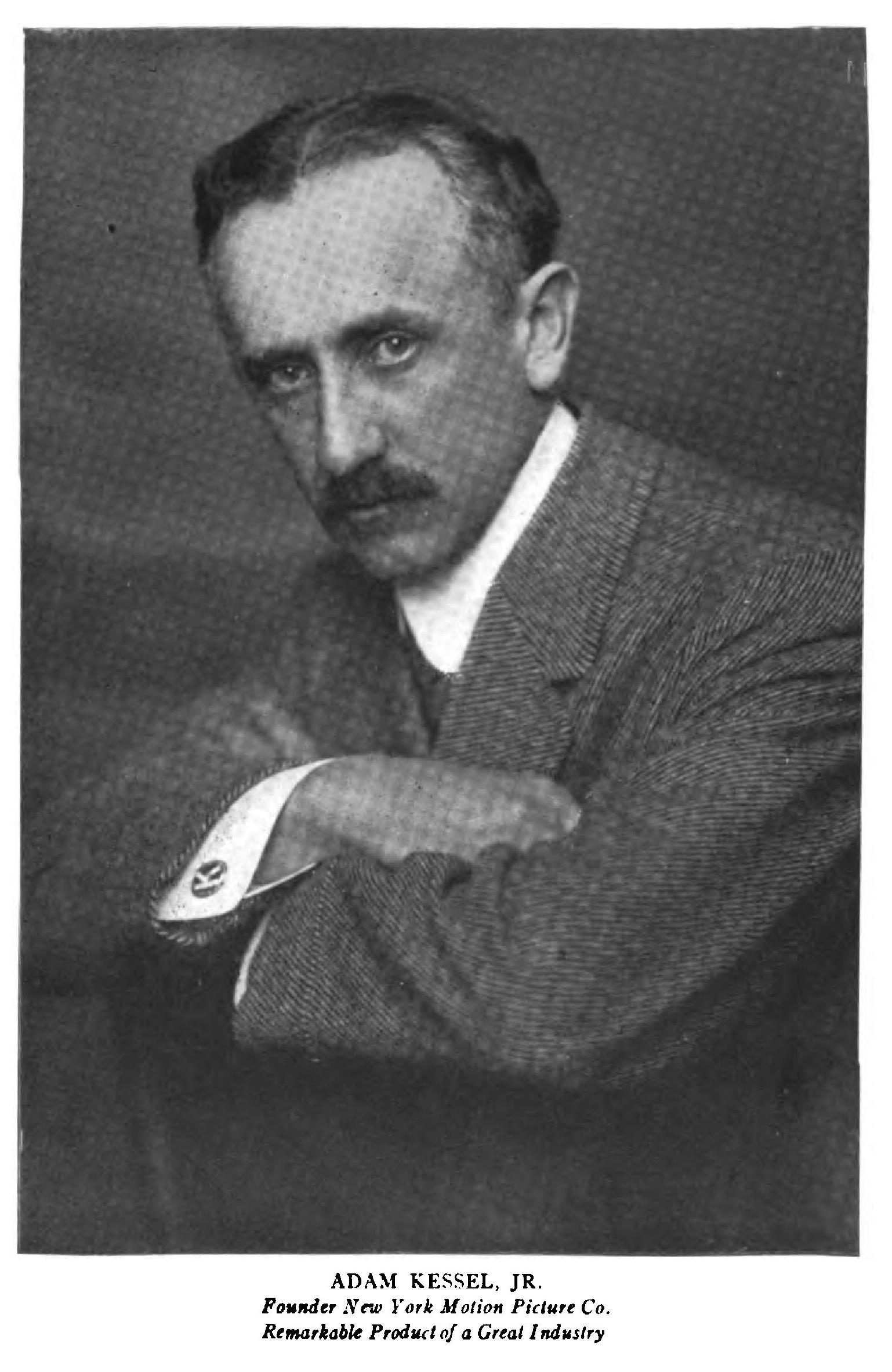
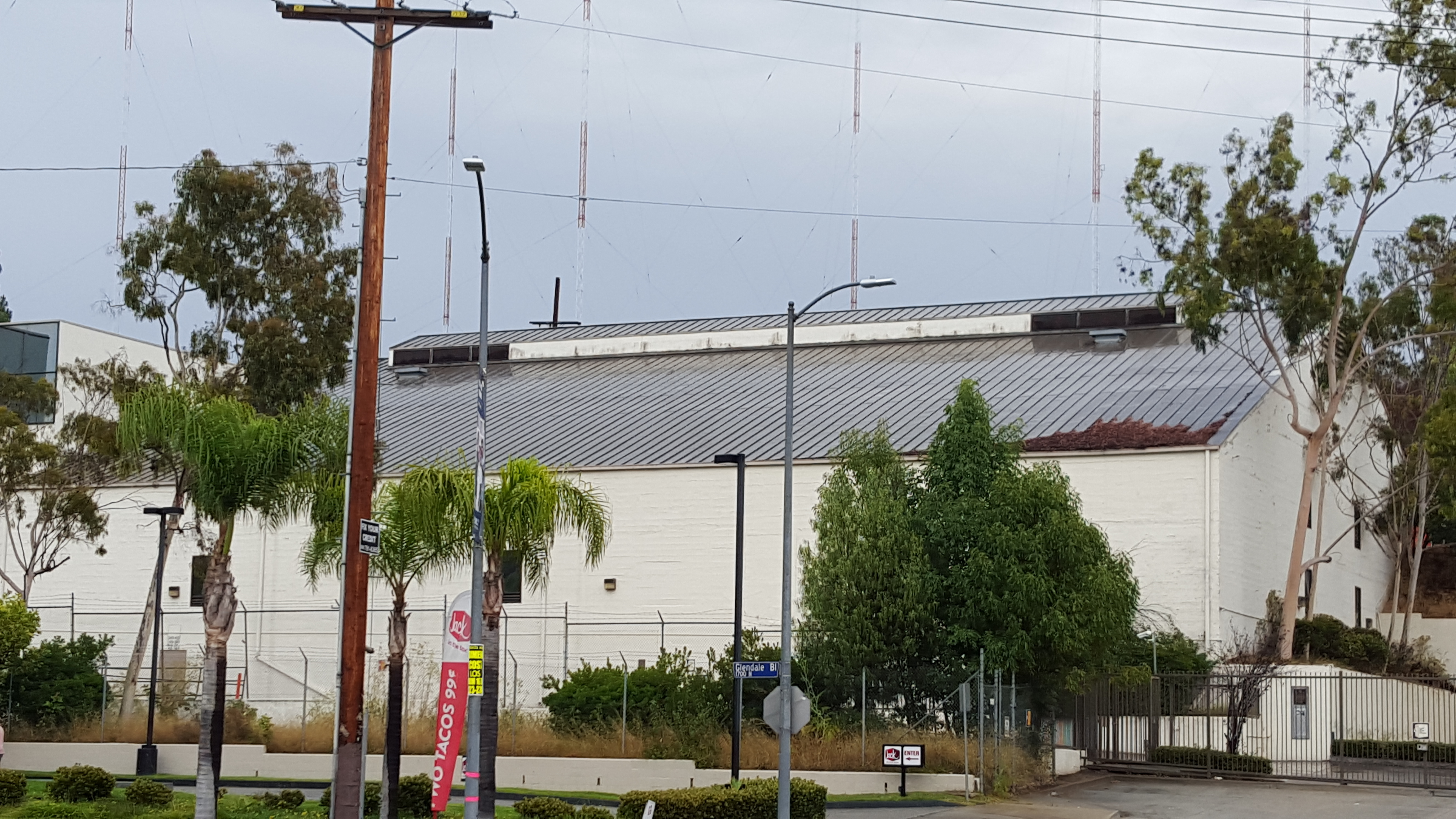
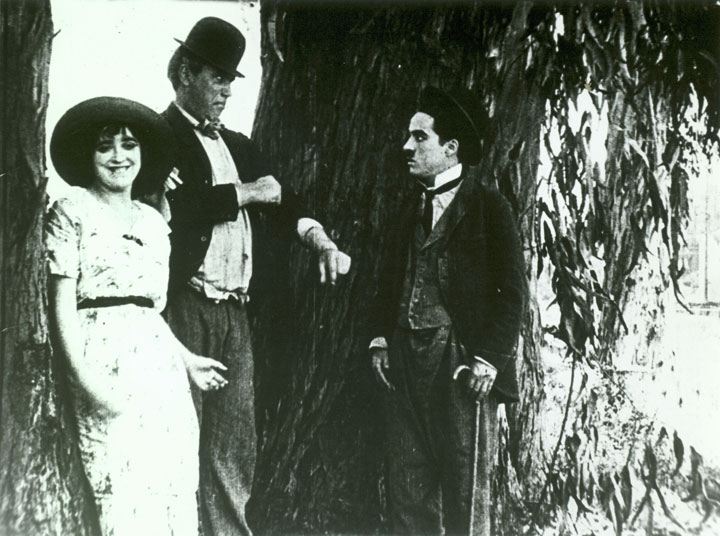
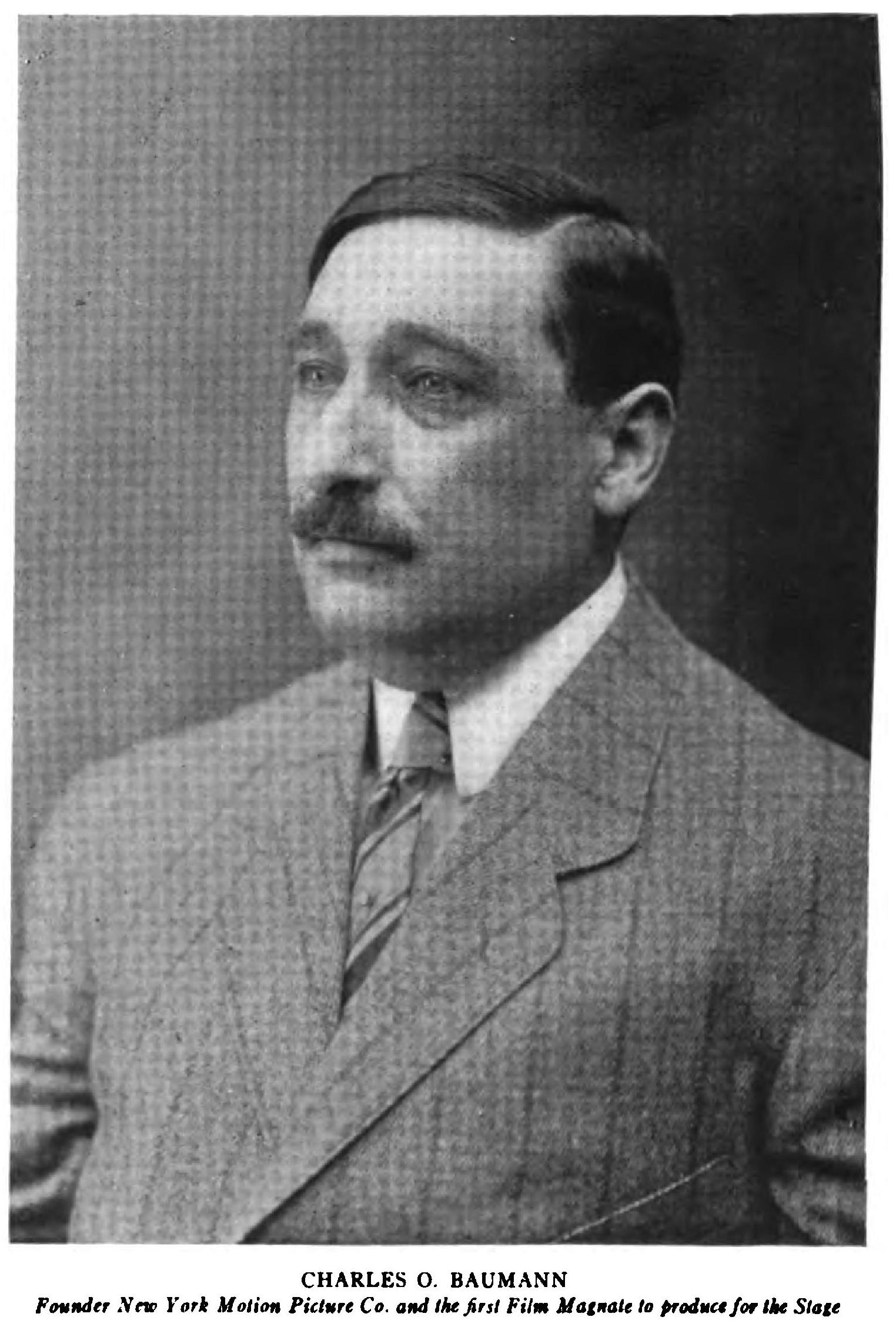